# マジシャン (奇術)

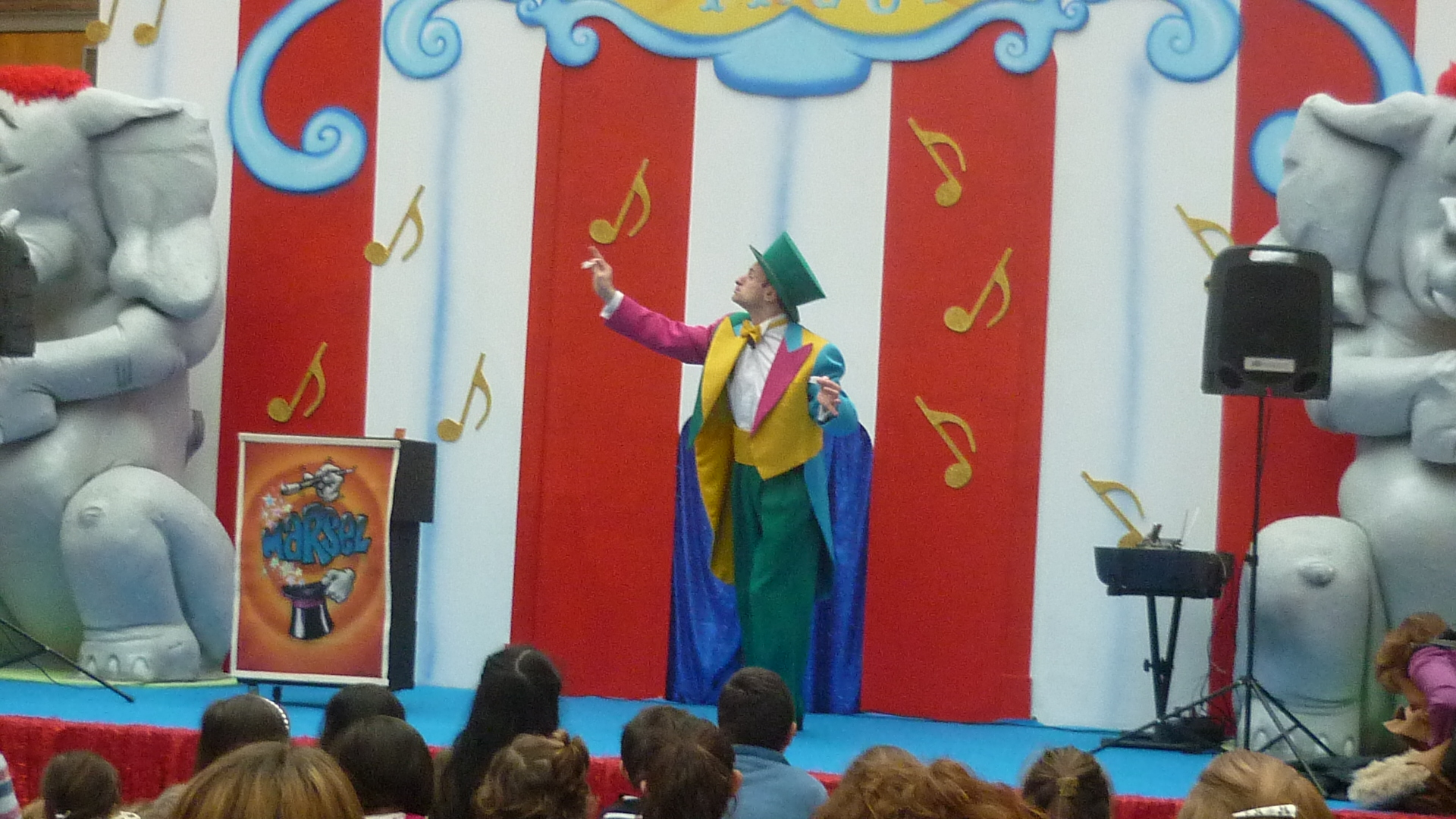
マジシャンの一例

マジシャン (magician) とは、奇術（マジック）を演じる人、またサーストンの三原則を守る人、またはそれをする職業である。手品師（てじなし）、奇術師（きじゅつし）ということもある。
特にカードマジック、コインマジック、メンタルマジック、イリュージョンを演じるマジシャンのことをそれぞれカーディシャン、コインマン、メンタリスト、イリュージョニストということがある。
奇術の解説書ではしばしばマジシャンのことを演者、術者などと呼称している。
近代奇術の父と呼ばれるロベール・ウーダンは「マジシャンは魔法使いの役を演じる役者である」との言葉を残した。
マジックキャッスルが中心となって優れたマジシャンに贈られる賞としてマジシャン・オブ・ザ・イヤーがある。日本人では島田晴夫、プリンセス・テンコー、セロがそれぞれ1974年、1990年、2007年に受賞している。2002年からは日本マジシャン・オブ・ザ・イヤーの表彰も行われている。